# Johann Ludwig Gottfried
Johann Ludwig Gottfried (* 1584 in Amberg, Oberpfalz; † Mai 1633) war ein deutscher Theologe, Übersetzer, Autor, Herausgeber und Korrektor.

## Leben
Lange Zeit wurde Gottfrieds Name als ein Pseudonym Johann Philipp Abelins angesehen und seine Existenz negiert.
Ab 1601 studierte Johann Ludwig Gottfried in Heidelberg Theologie. Von 1603 bis spätestens 1624 war er erst als Diakon, dann als reformierter Pfarrer in 4 Gemeinden der linksrheinischen Kurpfalz (Gau-Odernheim, Eimsheim, Monzernheim, Weinolsheim).
Über eine lateinische Nacherzählung von Ovids Metamorphosen kam er 1619 in Oppenheim in Beziehung zum Verlagshaus de Bry und wirkte von da an mit seinen vielseitigen Sprachkenntnissen und seiner Bildung als geschätzter Mitarbeiter von Oppenheimer und Frankfurter Verlegern wie Johann Theodor de Bry, de Brys Neffen Lucas Jennis und de Brys Schwiegersohn Matthäus Merian dem Älteren. Er lieferte Übersetzungen, Epigramme, Paraphrasen und Kompilationen für viele umfangreiche Publikationen dieser Verlage. Einige Verlagsprojekte betreute er als Herausgeber und Korrektor.
1624 kam er als Korrektor nach Frankfurt. Sein geistliches Amt gab er zwar nie ganz auf; so war er offiziell von 1625 bis zu seinem Lebensende Pfarrer der reformierten Gemeinde von Offenbach. Er ließ sich aber mitunter von Vikaren vertreten, um sich ungestört der Übersetzer- und Autorenarbeit für die Frankfurter Verleger (besonders für Merian) widmen zu können.
Nach dem Tod von Daniel Meisner im Jahre 1625 übernahm im Auftrag von Eberhard Kieser das Verfassen der lateinischen und deutschen Emblemtexte in den folgenden Teilen des ersten Buches des Thesaurus Philopoliticus.
Er übersetzte auch Pierre d’Avitys Les Estat... ins Deutsche und Lateinische.
Sein umfangreichstes eigenes Werk ist die Gottfriedsche Chronik. Sie wurde nach seinem Tod von Johann Philipp Abelin († September 1634) fortgeführt und blieb bis ins 18. Jahrhundert ein vielgelesenes Geschichtswerk, woraus u. a. Goethe seine ersten weltgeschichtlichen Kenntnisse schöpfte.

## Werke
- Newe Welt und americanische Historien: inhaltende warhafftige und volkommene Beschreibungen aller West-indianischen Landschafften, Insulen, Königreichen und Provintzien, Erstausgabe Verlag Matthäus Merian, Frankfurt 1631, Digitalisat und Volltext im Deutschen Textarchiv (Faksimile-Edition im Fackelverlag, Stuttgart 1980)
- Gottfrieds Historische Chronick oder Beschreibung der merckwürdigsten Geschichte
  - Teil 1: So sich von Anfang der Welt bis auf das Jahr Christi 1619 zugetragen. Frankfurt 1631 (Ausgabe 1674: Digitalisat ULB Düsseldorf; Ausgabe 1710: Digitalisat Bayerische Staatsbibliothek; Ausgabe 1743: Google Books).
  - Teil 2: So sich von Anno 1618 bis zu Ende des Jahrs 1659 zugetragen; worinnen die wichtigsten Begebenheiten, Staatsveränderungen, Wachsthum und Abnehmen derer Kayserthümer, Königreiche, Chur- und Fürstenthümer, Freyer Staaten, Länder und Städte
- Inventarium Sveciae, Frankfurt 1632